# (36092) 1999 RS102
1999 RS102 (asteroide 36092) é um asteroide da cintura principal. Possui uma excentricidade de 0.09768630 e uma inclinação de 8.91753º.
Este asteroide foi descoberto no dia 8 de setembro de 1999 por LINEAR em Socorro.